# 晏城镇
晏城镇是中国山东省德州市齐河县下辖的一个镇。

## 行政区划
晏城镇下辖红庙朱村、东宅村、南王庄村、西宅村、张相村、大吉村、小吉村、中宅村、小李村、付王村、鲍西村、北宋村、火把张村、狮子王村、南马庄村、元孙村、蛮子营村、小安村、大费村、小黄村、河李村、杨士安村、韩庄村、王官村、小代村、黄铺村、鲍东村、王良村、朱君村、双庙宋村、张辛村、胡店村、狮子张村、丁庄村、小魏村、王老实村、汤庄村、朱楼村、瓦宋村、南街村、刘安村、北街村、李官村、安辛村、杜西村、马杜村、杜东村、豆腐村、林庄村、胡官村、刘庄村、安付村、赵庄村、刘善村、小费村、柳东村、柳杭村、郝庄村、全玉村、周庄村、辛法村、北马庄村、东高村、徐坊村、西高村、碱场村、石庙村、北魏村、徐屯村、西陈庄村、袁庄村、老刘村、包官村、后寺村、马官村、葛庄村、刘明村、芦庄村、义合村、唐庄村、小辛村、楼子村、瓦屋村、北王庄村、纯李村、高官村、李家岸村、栗庄村、南董村、孙庄村、代寺村、谭屯村、裴庄村、狮子刘村、柳屯村、宗吴村、袁辛村、高庄村、孟井村、前杨村、池庄村、东陈庄村、刘王村、蔡王村、訾庄村、黄庄村、三合村、东马庄村、兴隆村、后杨村、焦斌村、油房赵村、马宅村、大漠刘村、小王刘村、刘庙村、小赵村、大瓜张村、赫庄村、贾庄村、崔庄村、姚庄村、老徐村、东辛村、法王村、毛官村、毛官周村、西魏村、梯门村、各李村、柳西村、北郭村、北孙村、岔河杨村、大魏村、东宋村、姜屯村、孟孙村、桑元赵村、晏城街村。